# الحزب الوطني (هندوراس)

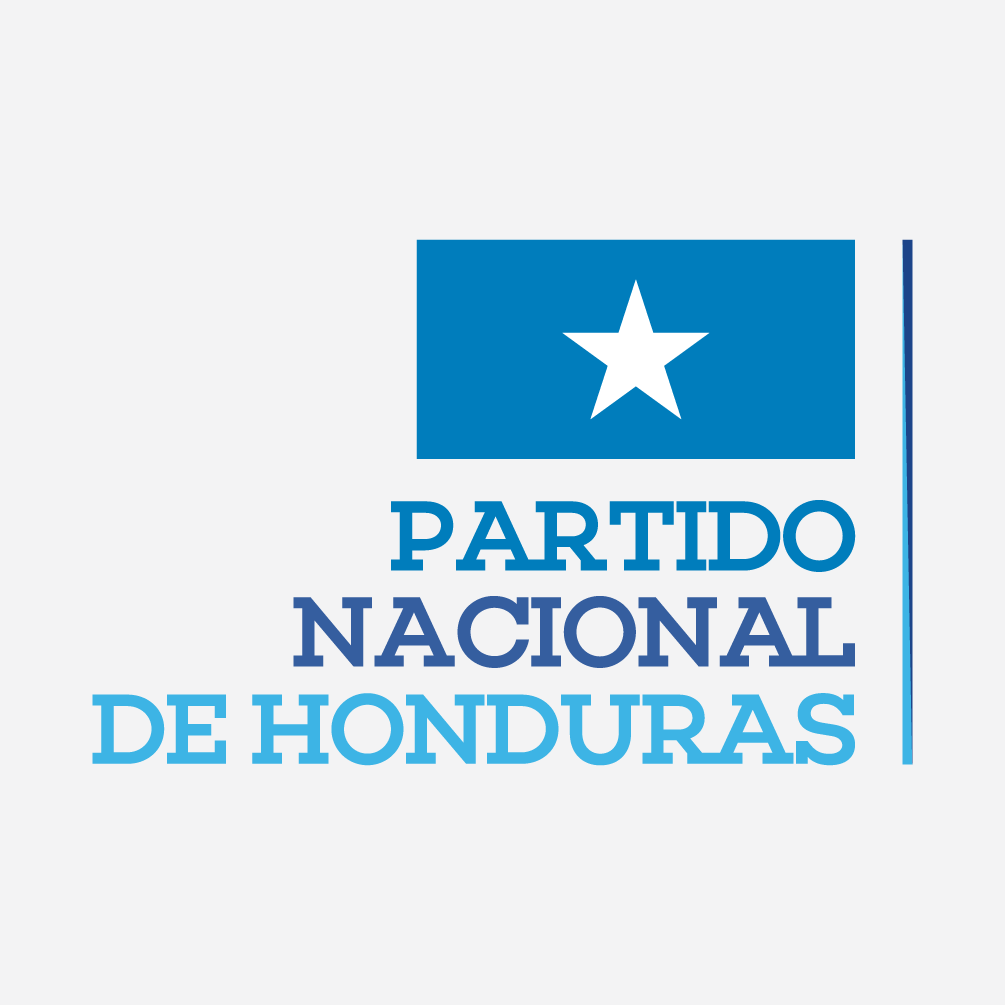

الحزب الوطني لهندوراس (بالإسبانية:  Partido Nacional de Honduras)‏ هو حزب يميني محافظ في هندوراس وهو الحزب السياسي اليميني الرئيسي في البلاد. تأسس في عام 1902 ولونه الأزرق، بخلاف لون منافسه الحزب الليبرالي في هندوراس (PLH) الأحمر. وقد خلصت كل انتخابات ديمقراطية في هندوراس إلى المنافسة بين PNH وPLH. سيطر PNH على البلاد بين 1933-1957.